# Laatste rit
Laatste rit is een Nederlandse korte film uit 2020 geregisseerd door Edson da Conceicao. De film is onderdeel van de NTR-filmserie Kort! en ging op 9 december 2020 in première, hierbij werd de film eenmalig bij Pathé uitgebracht.

## Verhaal
De film volgt Oussama die als taxichauffeur werkt in Rotterdam. Wanneer hij midden in de nacht aan het einde van zijn lange dienst komt neemt hij per ongeluk nog een laatste rit aan. Ietwat chagrijnig haalt Oussama zijn nieuwe passagier op; een vrouw van middelbare leeftijd die met een stok loopt.
Onderweg naar haar eindbestemming vraagt de passagier of ze binnen door kunnen rijden om nog enkele stops te maken. Oussama weigert in eerste instantie, maar weet zich toch over te laten halen door de vrouw. De rit veranderd al snel in een gevoelige rit die ze allebei niet snel zullen vergeten.

## Rolverdeling
| acteur                       | personage          |
| ---------------------------- | ------------------ |
| Walid Benmbarek              | Oussama 'Sam'      |
| Manoushka Zeegelaar Breeveld | Joyce              |
| Thijs Boermans               | jongen in de taxi  |
| Joy Delima                   | dochter            |
| Jerry Armah                  | bakker             |
| Urias Boerleider             | medewerker hospice |

## Achtergrond
De korte film werd geregisseerd door Edson da Conceicao en geproduceerd door Marc Bary namens productiebedrijf IJswater Films. De film maakt onderdeel uit van de twintigste editie van het talentontwikkelingsproject Kort! van de NTR.
Laatste rit ging op 9 december 2020 in première en werd hierbij eenmalig kleinschalig op het grote doek gebracht bij de Pathé-filialen De Munt, Tuschinski, Rembrandt en Buitenhof. Twee dagen later, op 11 december 2020, maakte de korte film zijn televisiepremière op NPO 3.
De film werd vervolgens in 2021 op verschillende filmfestivals tentoongesteld, waaronder bij International Film Festival Rotterdam, Festival Tous Courts of Aix-en-Provence en Filmfest Emden Norderney Film Festival; bij het laatst genoemde festival werd de film tweede in de categorie Best Short Film. Datzelfde jaar werd de film tevens genomineerd voor een Zilveren Krulstaart in de categorie Beste scenario kort.